# Metulocladosporiella musicola
Metulocladosporiella musicola är en svampart som beskrevs av Crous, Schroers & J.Z. Groenew. 2006. Metulocladosporiella musicola ingår i släktet Metulocladosporiella och familjen Herpotrichiellaceae.   Inga underarter finns listade i Catalogue of Life.